# Krąg miłości
Krąg miłości (TVN 7) lub też Doktor Kleist – lekarz rodzinny (TVP 2) (niem. Familie Dr. Kleist) – niemiecki obyczajowy serial telewizyjny.
W Niemczech serial od 13 kwietnia 2004 do 21 stycznia 2020 emitowała telewizja ARD (9 sezonów). W Polsce serial od 27 grudnia 2006 do 1 lutego 2007 emitowała telewizja TVN 7 (2 sezony). Następnie, od listopada 2019 do lutego 2021, od pierwszego sezonu emisję serialu rozpoczęła TVP2.

## Opis fabuły
Doktor Christian Kleist, główny bohater, po śmierci swojej żony Susanne przeprowadza się wraz z dziećmi, szesnastoletnią Lisą i dwunastoletnim Peterem do małego miasteczka Eisenach, gdzie rozpoczynają nowy rozdział w ich wspólnym życiu. Dr. Christian na miejscu zakłada swój własny gabinet lekarski. Dzięki pełnemu ciepła podejściu do pacjentów i zrozumieniu zyskuje sobie ogromną sympatię wśród społeczności jak i samego burmistrza. Poznaje nowych ludzi, po latach spotyka się również ze swoimi dawnymi kolegami i przyjaciółmi.

## Obsada
- Francis Fulton-Smith jako Dr. Christian Kleist
- Christina Plate jako Marlene Holstein
- Ulrich Pleitgen jako Johannes Kleist
- Uta Schorn jako Inge März
- Marie Seiser jako Lisa Kleist
- David Bode jako Peter "Piwi" Kleist (odcinki 1-52)
- Meo Wulf jako Peter "Piwi" Kleist (od odcinka 53)
- Martin Goeres jako Gregor Holstein
- Alexandra Scheidt jako Sara Baum
- Lisa-Marie Koroll jako Clara Hofer
- Luca Zamperoni jako Michael Spengler
- Ursula Buschhorn jako Anna Schöller
- Diane Willems jako Dr. Carolin Thelen
- Pauline Angert jako Luisa Ewald

## Reżyseria
| Imię i nazwisko | Odcinki                      |
| --------------- | ---------------------------- |
| Erwin Keusch    | Odcinki 1-4, 32-39           |
| Vera Loebner    | Odcinki 5-9                  |
| Stefan Bartmann | Odcinki 10-13                |
| Hans Werner     | Odcinki 14-18                |
| Peter Weissflog | Odcinki 19-22                |
| Richard Engel   | Odcinki 23-31, 40-47, 51     |
| Esther Wener    | Odcinki 48-50, 52, 60, 62-65 |
| Donald Kraemer  | Odcinki 53-56                |
| Heidi Kranz     | Odcinki 57-59, 61            |
| Stefan Bühling  | Odcinki 66-69, 74-77         |
| Jan Bauer       | Odcinki 70-73                |
| Tanja Roitzheim | Odcinki 78-81                |
| Dirk Regel      | Odcinki 82-85                |
| Philipp Osthus  | Odcinki 86-89                |
| John Delbridge  | Odcinki 90-92, 94            |
| Bodo Schwarz    | Odcinki 93, 95-97            |

## Przegląd sezonów
| Seria | Odcinki | Odcinki | Premierowa emisja    | Premierowa emisja | Premierowa emisja | Premierowa emisja | Premierowa emisja | Premierowa emisja |
| Seria | Odcinki | Odcinki | Premiera serii       | Finał serii       | Dystrybucja       | Premiera serii    | Finał serii       | Dystrybucja       |
| ----- | ------- | ------- | -------------------- | ----------------- | ----------------- | ----------------- | ----------------- | ----------------- |
| 1     | 1–13    | 13      | 13 kwietnia 2004     | 13 lipca 2004     | Das Erste         | 27 grudnia 2006   | 15 stycznia 2007  | TVN7              |
| 2     | 14–26   | 13      | 11 kwietnia 2006     | 8 sierpnia 2006   | Das Erste         | 16 stycznia 2007  | 1 lutego 2007     | TVN7              |
| 3     | 27–39   | 13      | 4 listopada 2008     | 10 lutego 2009    | Das Erste         | 11 grudnia 2019   | 7 stycznia 2020   | TVP2              |
| 4     | 40–52   | 13      | 2 listopada 2010     | 8 lutego 2011     | Das Erste         | 8 stycznia 2020   | 24 stycznia 2020  | TVP2              |
| 5     | 53–65   | 13      | 29 października 2013 | 25 lutego 2014    | Das Erste         | 27 stycznia 2020  | 12 lutego 2020    | TVP2              |
| 6     | 66–81   | 16      | 20 września 2016     | 10 stycznia 2017  | Das Erste         | 13 lutego 2020    | 5 marca 2020      | TVP2              |
| 7     | 82–97   | 16      | 7 listopada 2017     | 27 lutego 2018    | Das Erste         | 6 marca 2020      | 27 marca 2020     | TVP2              |
| 8     | 98–113  | 16      | 23 października 2018 | 19 lutego 2019    | Das Erste         | 21 grudnia 2020   | 18 stycznia 2021  | TVP2              |
| 9     | 114–129 | 16      | 17 września 2019     | 21 stycznia 2020  | Das Erste         | 19 stycznia 2021  | 9 lutego 2021     | TVP2              |

## Lista odcinków

### Sezon 1
| Nr | Tytuł oryginalny      | Tytuł polski              | Data premiery w Das Erste | Data polskiej premiery w TVN 7 |
| -- | --------------------- | ------------------------- | ------------------------- | ------------------------------ |
| 1  | Zurück auf Anfang     | Powrót do początków       | 13.04.2004                | 27.12.2006                     |
| 2  | Schweigepflicht       | Tajemnica lekarska        | 20.04.2004                | 28.12.2006                     |
| 3  | Der Traum vom Fliegen | Sen o lataniu             | 27.04.2004                | 29.12.2006                     |
| 4  | Angst um Elena        | Ze strachu o Elene        | 05.05.2004                | 02.01.2007                     |
| 5  | Abschied nehmen       | Pożegnanie                | 11.05.2004                | 03.01.2007                     |
| 6  | Verschüttet           | Zasypani                  | 18.05.2004                | 04.01.2007                     |
| 7  | Umwege der Liebe      | Rozdroża miłości          | 25.05.2004                | 05.01.2007                     |
| 8  | Ein Fest mit Folgen   | Urodziny z konsekwencjami | 01.06.2004                | 08.01.2007                     |
| 9  | Mut zur Wahrheit      | Prawda wymaga odwagi      | 08.06.2004                | 09.01.2007                     |
| 10 | Im Alleingang         | Kontrola policyjna        | 15.06.2004                | 10.01.2007                     |
| 11 | Tage voller Sorgen    | Dni pełne trosk           | 22.06.2004                | 11.01.2007                     |
| 12 | Verbotene Liebe       | Zakazana miłość           | 29.06.2004                | 12.01.2007                     |
| 13 | Alles wird gut        | Wszystko będzie dobrze    | 13.07.2004                | 15.01.2007                     |

### Sezon 2
| Nr | Tytuł oryginalny     | Tytuł polski                 | Data premiery w Das Erste | Data polskiej premiery w TVN7 |
| -- | -------------------- | ---------------------------- | ------------------------- | ----------------------------- |
| 14 | Familienglück        | Szczęście rodzinne           | 11.04.2006                | 16.01.2007                    |
| 15 | Lieben und Leiden    | Miłość i cierpienie          | 18.04.2006                | 17.01.2007                    |
| 16 | Herz in Not          | W odruchu serca              | 25.04.2006                | 18.01.2007                    |
| 17 | Endstation Sehnsucht | Przystanek tęsknota          | 02.05.2006                | 19.01.2007                    |
| 18 | Discofahrt           | Wyprawa do dyskoteki         | 09.05.2006                | 22.01.2007                    |
| 19 | Venezianische Träume | Sen o Wenecji                | 16.05.2006                | 23.01.2007                    |
| 20 | Kinderherzen         | Dziecięce serca              | 23.05.2006                | 24.01.2007                    |
| 21 | Wohngemeinschaften   | Wspólnoty mieszkaniowe       | 06.06.2006                | 25.01.2007                    |
| 22 | Das harte Herz       | Serce z kamienia             | 11.07.2006                | 26.01.2007                    |
| 23 | Am Abgrund           | Nad przepaścią               | 18.07.2006                | 29.01.2007                    |
| 24 | Klassentreffen       | Zjazd Absolwentów            | 25.07.2006                | 30.01.2007                    |
| 25 | Blitzschlag          | Rażony piorunem              | 01.08.2006                | 31.01.2007                    |
| 26 | Tödliche Gefahr      | Śmiertelne niebezpieczeństwo | 08.08.2006                | 01.02.2007                    |

### Sezon 3
| Nr | Tytuł oryginalny  | Tytuł polski         | Data premiery w Das Erste | Data polskiej premiery w TVP 2 |
| -- | ----------------- | -------------------- | ------------------------- | ------------------------------ |
| 27 | Was für ein Tag   | Co za dzień!         | 04.11.2008                | 11.12.2019                     |
| 28 | Mutterliebe       | Matczyna miłość      | 11.11.2008                | 12.12.2019                     |
| 29 | Katastrophen      | Katastrofy           | 18.11.2008                | 13.12.2019                     |
| 30 | Familienzuwachs   | Nowy mieszkaniec     | 25.11.2008                | 16.12.2019                     |
| 31 | Bittere Wahrheit  | Gorzka prawda        | 02.12.2008                | 17.12.2019                     |
| 32 | Heimlichkeiten    | Sekrety              | 09.12.2008                | 18.12.2019                     |
| 33 | Betrug            | W kręgu kłamstw      | 16.12.2008                | 19.12.2019                     |
| 34 | Chaos der Gefühle | Niebezpieczne emocje | 06.01.2009                | 20.12.2019                     |
| 35 | Herzschmerz       | Kłopoty sercowe      | 13.01.2009                | 23.12.2019                     |
| 36 | In höchster Not   | W potrzasku          | 20.01.2009                | 30.12.2019                     |
| 37 | Verstimmungen     | Niesnaski            | 27.01.2009                | 02.01.2020                     |
| 38 | Sehstörungen      | Zaburzenia widzenia  | 03.02.2009                | 03.01.2020                     |
| 39 | Zerreißprobe      | Próba uczuć          | 10.02.2009                | 07.01.2020                     |

### Sezon 4
| Nr | Tytuł oryginalny               | Tytuł polski           | Data premiery w Das Erste | Data polskiej premiery w TVP 2 |
| -- | ------------------------------ | ---------------------- | ------------------------- | ------------------------------ |
| 40 | Das Herz der Familie           | Na ratunek sercu       | 02.11.2010                | 08.01.2020                     |
| 41 | Neue Wege                      | Nowe drogi             | 09.11.2010                | 09.01.2020                     |
| 42 | Mitten im Leben                | Dzień za dniem         | 16.11.2010                | 10.01.2020                     |
| 43 | Nicht so einfach mit der Liebe | Miłość nie jest prosta | 23.11.2010                | 13.01.2020                     |
| 44 | Kopfzerbrechen                 | Trudne sprawy          | 30.11.2010                | 14.01.2020                     |
| 45 | Hilferuf                       | Wołanie o pomoc        | 07.12.2010                | 15.01.2020                     |
| 46 | Hoffen und Bangen              | Nadzieje i obawy       | 14.12.2010                | 16.01.2020                     |
| 47 | Der Zirkus                     | Cyrk                   | 21.12.2010                | 17.01.2020                     |
| 48 | Wehmut                         | Żal                    | 11.01.2011                | 20.01.2020                     |
| 49 | Carpe Diem                     | Carpe Diem             | 18.01.2011                | 21.01.2020                     |
| 50 | In letzter Minute              | W ostatniej chwili     | 25.01.2011                | 22.01.2020                     |
| 51 | Das Findelkind                 | Podrzutek              | 01.02.2011                | 23.01.2020                     |
| 52 | Endlich vereint                | Nareszcie razem        | 08.02.2011                | 24.01.2020                     |